# Province de Trinidad
1525–1591
1731–1797
Entités précédentes :
- Arawaks
- Caraïbes
- Province de Guyane (1731)

Entités suivantes :
- Province de Guyane (1591)
- Trinité-et-Tobago (1797)

La province de Trinidad est une ancienne province de l'Empire espagnol créée en 1525 qui occupait la quasi-totalité de l'actuel Trinité-et-Tobago.

## Histoire
En 1521 est instituée la Gobernación de Trinidad, dévolue à Rodrigo de Bastidas qui ne put l'exercer. En 1529 le roi d'Espagne cède la province au conquistador Antonio Sedeño qui fut le premier gouverneur jusqu'en 1535, lorsqu'il l'abandonne en raison de litiges avec la province de Cumaná.
La première capitale est la ville de San José de Oruña, fondée en 1592. En 1596, Trinidad est annexée à la province de Guyane dirigée par Antonio de Berrío (es), qui gouvernait l'île depuis 1591. La province est supervisée par le président de la Real audiencia de Saint-Domingue, qui faisait office de tribunal d'appel pour la province jusqu'en 1739, lorsque ces fonctions sont transférées à la vice-royauté de Nouvelle-Grenade et la Real audiencia de Santa Fe de Bogota.
La province est regroupées avec d'autres pour former en 1777 la capitainerie générale du Venezuela. Avec la création de la Real audiencia de Caracas (es) en 1786, toutes les fonctions administratives et juridiques s'exercent depuis Caracas. 
Finalement en 1797, un escadron anglais commandé par Henry Harvey s'approprie l'île (es) et en fait une colonie anglaise. La perte de l'île est reconnue à travers le traité d'Amiens en 1802.